# Prancak (Sepulu)
Prancak is een bestuurslaag in het regentschap Bangkalan van de provincie Oost-Java, Indonesië. Prancak telt 3923 inwoners (volkstelling 2010).